# Nazionale maschile di calcio dell'Irlanda
La nazionale di calcio della Repubblica d'Irlanda (in inglese Republic of Ireland national football team; in irlandese foireann peile náisiúnta Phoblacht na hÉireann) è la rappresentativa calcistica della Repubblica d'Irlanda ed è sotto la giurisdizione della Football Association of Ireland; non va confusa con la nazionale nordirlandese o con la nazionale gestita dall'IFA, che competeva in campo internazionale prima della guerra d'indipendenza irlandese conclusasi nel 1921.
Pur avendo partecipato a varie manifestazioni di primo livello, la squadra non ha mai raggiunto alcun traguardo mondiale o europeo; ha partecipato a tre edizioni del campionato del mondo (1990, 1994, 2002), dove ha raggiunto come miglior risultato i quarti di finale a Italia 1990, e a tre edizioni del campionato europeo (nel 1988, dove uscì al primo turno a causa del terzo posto nel gruppo B alle spalle di URSS e Paesi Bassi (poi finaliste del torneo), nel 2012 e nel 2016, dove la squadra raggiunse gli ottavi di finale e fu eliminata dalla Francia padrona di casa (poi finalista perdente del torneo). L'Irlanda è tutt'oggi l'unica squadra che ha superato il primo turno in tutte le edizioni del campionato mondiale di calcio alle quali ha partecipato tra le squadre che ne hanno giocate più di una.
L'Irlanda ha ottenuto il miglior piazzamento nella classifica mondiale della FIFA ad agosto 1993 raggiungendo il 6º posto, mentre la posizione peggiore nel ranking è il 70º posto di giugno 2014. Occupa il 60º posto della graduatoria.

## Storia

### Lo Stato Libero d'Irlanda e gli esordi
Dal 1882 al 1924 l'intera isola d'Irlanda fu rappresentata dalla nazionale organizzata dalla Irish Football Association (IFA), che sarebbe poi divenuta la federazione nordirlandese, con sede a Belfast. Nel 1920 l'isola fu politicamente divisa tra Irlanda del Nord e Stato Libero d'Irlanda (l'ultimo sarebbe divenuto poi Éire o Irlanda dopo l'adozione della Costituzione irlandese del 1937, seguita dalla proclamazione della Repubblica del 1949). A seguito delle conseguenze politiche della Guerra d'indipendenza irlandese così come dai dissidi sorti all'interno dell'IFA, alcuni membri della federazione originaria si spostarono a Dublino fondando un'altra organizzazione che venne chiamata Football Association of the Irish Free State (FAIFS) e che cominciò a organizzare un proprio campionato e una sua rappresentativa nazionale.
Nel 1923 la FAIFS fu riconosciuta dalla FIFA come federazione nazionale dello Stato Libero d'Irlanda L'esordio internazionale avvenne alle Olimpiadi di Parigi del 1924, durante le quali il 28 maggio lo Stato Libero d'Irlanda affrontò la Bulgaria allo stadio di Colombes vincendo 1-0. La prima rete della storia irlandese fu segnata dall'attaccante Paddy Duncan. La vittoria assicurò il passaggio del turno ai quarti di finale, dove gli irlandesi persero con una squadra che sarebbe diventata una sorta di nemesi storica, i Paesi Bassi.
L'esordio casalingo della nazionale dello Stato Libero d'Irlanda avvenne il 14 giugno 1924, contro gli Stati Uniti che avevano organizzato un breve tour europeo dopo aver giocato alle olimpiadi estive. Anche questo esordio fu bagnato con un successo, con Ed Brookes protagonista di una tripletta nella vittoria per 3-1 al Dalymount Park.
Lo Stato Libero d'Irlanda non giocò altre partite sino al 21 marzo 1926, quando fu impegnato in una gara fuori casa contro l'Italia persa per 3-0. Negli anni successivi lo status della competizione calcistica dei precedenti giochi olimpici fu riconsiderata e di fatto questo match viene spesso considerato come la vera prima partita ufficiale della selezione irlandese. Il 25 febbraio 1934 lo Stato Libero d'Irlanda debuttò nel campionato del mondo, pareggiando per 4-4 col Belgio al Dalymount Park nelle qualificazioni. Paddy Moore segnò tutte le marcature, divenendo il primo ed unico giocatore a segnare quattro reti in una gara di qualificazione a un mondiale.

### Dalla proclamazione della Repubblica al 1958

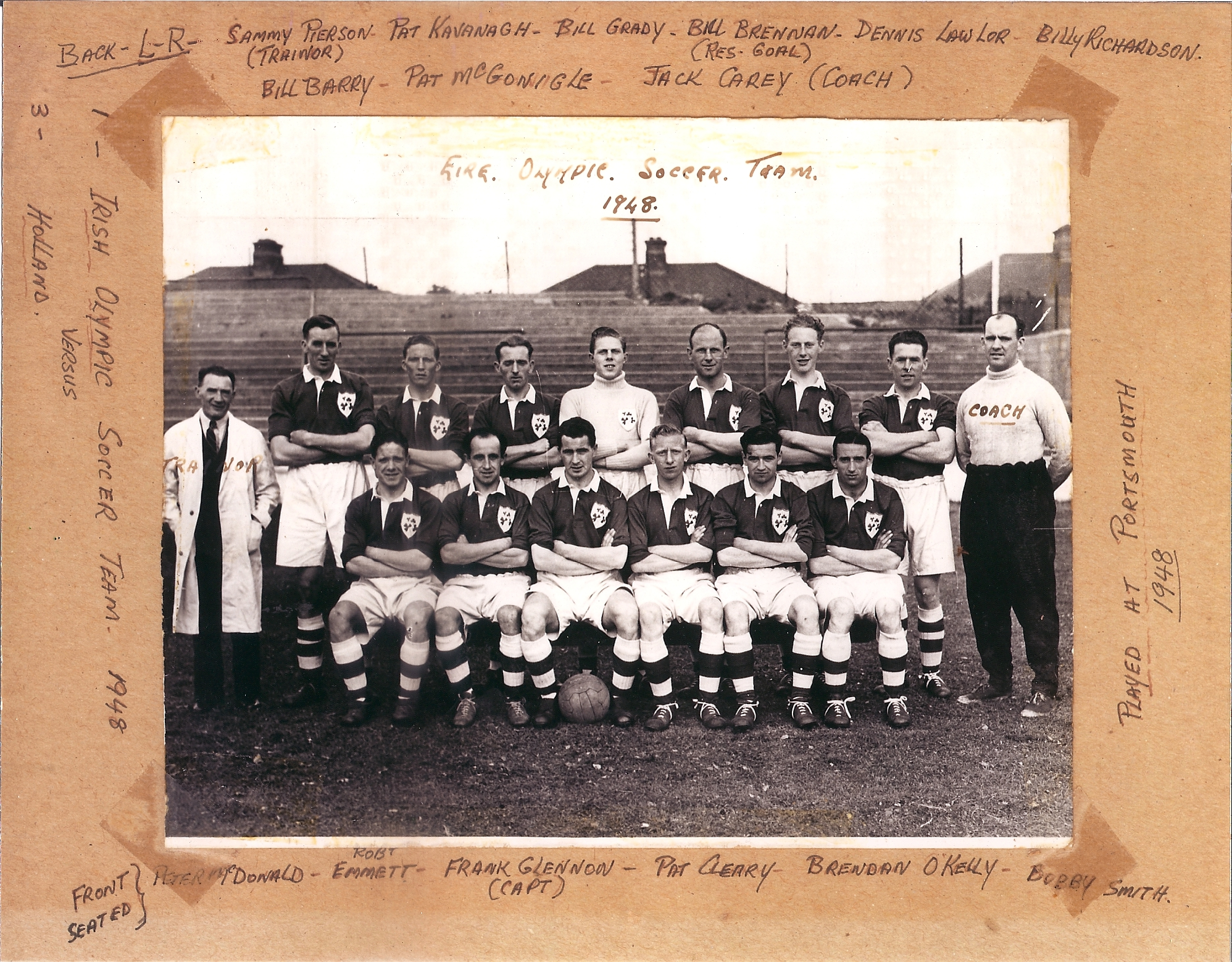
La nazionale irlandese che partecipò alle Olimpiadi del 1948

Dal 1936 la FAI adottò finalmente la denominazione Football Association of Ireland facendosi chiamare Éire o Irlanda. Ne conseguì un periodo di enorme caos dato che c'erano due selezioni irlandesi attive e gestite da due associazioni in conflitto tra loro. Entrambe le organizzazioni, la IFA con sede a Belfast e la FAI con sede a Dublino, rivendicavano la propria giurisdizione su tutta l'isola d'Irlanda, considerandosi in diritto di selezionare giocatori provenienti da tutte e 32 le contee. Vi erano pertanto almeno 38 dual internationals selezionati per rappresentare entrambe le squadre. Sostanzialmente la maggioranza erano giocatori della Repubblica a rispondere alla chiamata dell'IFA, mentre erano assai pochi a "oltrepassare il confine" in senso opposto.
Nel 1949 una vittoria per 2-0 sulla rivale Inghilterra al Goodison Park, registrata come la prima sconfitta patita dagli inglesi in casa contro una squadra non considerata home country, sembrò promettere rapidi miglioramenti che invece non si registrarono.

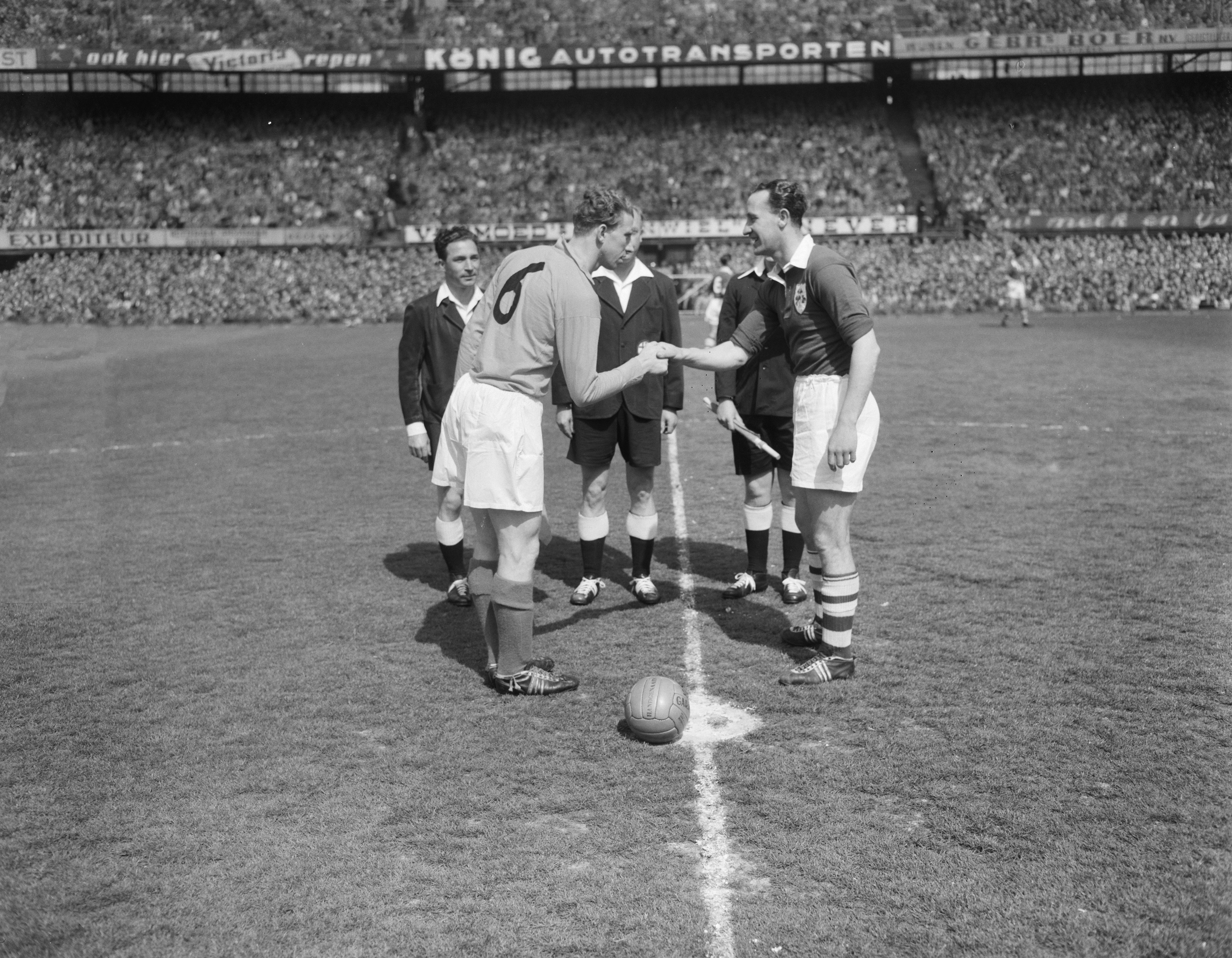
La nazionale irlandese in campo a Rotterdam nel 1956 dove si impose sui padroni di casa per 4-1

La FIFA fu costretta a intervenire quando entrambe le squadre si trovarono a partecipare alle qualificazioni al campionato del mondo 1950, prima volta in assoluto. Quattro giocatori – Tom Aherne, Reg Ryan, Davy Walsh, Con Martin – giocavano, infatti, indistintamente per entrambe le selezioni nello stesso torneo. Tutti e quattro i giocatori coinvolti erano nati originariamente nello Stato Libero d'Irlanda e avevano esordito per la FAI prima di rappresentare anche la nazionale IFA. La situazione aveva evidentemente allarmato la FAI, che si era rivolta alla FIFA in modo che impedisse alla IFA di selezionare giocatori provenienti dalla propria area di competenza e soprattutto in modo da evitare che facessero pressione tramite i club di appartenenza. La FIFA, in maniera molto pratica, stabilì che ogni federazione doveva limitarsi a selezionare i giocatori in base ai propri confini geografico-politici e decise, inoltre, che dal 1953 nessuna delle due squadre avrebbe potuto chiamarsi semplicemente Irlanda nelle competizioni dove entrambe avessero avuto diritto di partecipare. La FIFA decretò che la squadra della FAI avrebbe dovuto chiamarsi Repubblica d'Irlanda, mentre quella della IFA Irlanda del Nord.
Trovata dopo faticosi iter burocratici una propria identità, la nazionale irlandese visse molti anni di autentico limbo, senza riuscire a qualificarsi mai a una competizione finale delle rassegne europee e mondiali, a dispetto di giocatori di notevole classe ed esperienza che si avvicendarono in nazionale durante gli anni.
Nelle qualificazioni al campionato del mondo 1958 l'Irlanda sfiorò la qualificazione ai danni dell'Inghilterra: passata in vantaggio a Dublino con un gol di Alf Ringstead, la formazione verde subì il gol del pareggio all'ultimo minuto dall'inglese John Atyeo, per l'1-1 finale che salvò gli inglesi. Con le regole del tempo, infatti, una vittoria della Irlanda avrebbe significato un successivo play-off con l'Inghilterra per un posto al mondiale.

### Anni '60 e '70

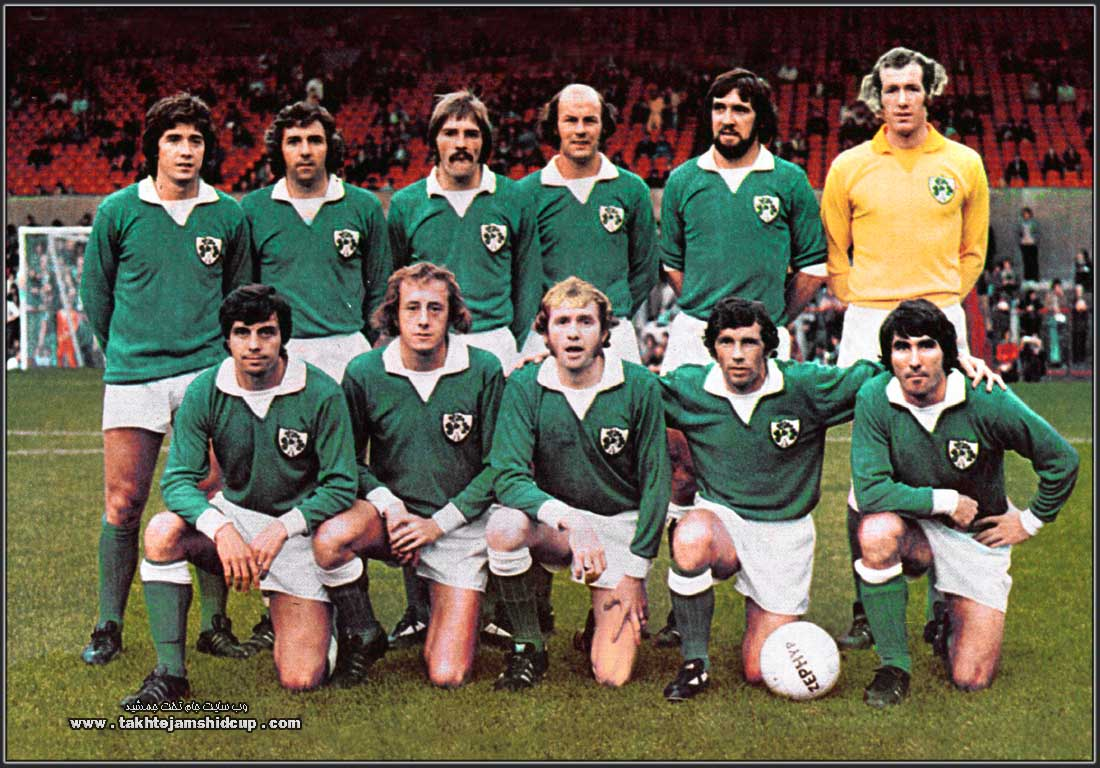
La selezione irlandese nel 1972

Dopo aver raggiunto i quarti di finale delle qualificazioni al campionato d'Europa 1964, l'Irlanda si trovò in girone di qualificazione al campionato del mondo 1966 con Siria e Spagna. Nonostante il ritiro della Siria, il gruppo rimase interessante anche con due sole contendenti, dato che gli irlandesi risultarono vittoriosi in casa per 1-0, mentre gli iberici si imposero per 4-1 in Spagna. Al tempo non era in vigore la regola dei gol fuori casa e con una vittoria a testa si fissò uno spareggio. Il match decisivo ebbe luogo al Parc des Princes di Parigi, dove, nonostante l'esordio in maglia verde di Eamon Dunphy, la Spagna vinse per 1-0. Il risultato della partita portò in Irlanda aspre polemiche, non sulla squadra, che comunque aveva ben figurato, quanto sulla federazione. Il luogo del match, infatti, avrebbe dovuto essere originariamente lo stadio di Wembley di Londra, città abitata da tantissimi irlandesi, ma la FAI accettò la richiesta della federcalcio spagnola di spostare l'evento a Parigi, che era invece abitata da una considerevole comunità spagnola e molto più facilmente raggiungibile dai tifosi iberici, venendo quindi accusata di aver preferito gli introiti al botteghino a un tifo più casalingo.
Nel 1965 la Repubblica d'Irlanda selezionò il difensore del Manchester United Shay Brennan. Fu la prima volta in assoluto che venne chiamato a vestire il verde un giocatore nato fuori dalla Repubblica per le origini dei suoi giocatori. Questa sarebbe presto divenuta pratica frequente e avrebbe coinvolto alcuni dei giocatori più noti della nazionale irlandese come Mark Lawrenson, David O'Leary, John Aldridge, Tony Cascarino, Jason McAteer e David Kelly. La FAI si estese anche a giocatori nati in Scozia da genitori irlandesi successivamente, come Ray Houghton. Le regole della selezione vennero negli anni ulteriormente alleggerite, permettendo la convocazione di giocatori nati in altre nazioni che avessero avuto anche solo i nonni irlandesi.
Tra la fine degli anni '60 e gli anni '70 si registrò un periodo di risultati piuttosto mediocri per l'Irlanda, nonostante la selezione fosse allenata da un CT come Johnny Giles. Successivamente la nazionale vide tra le sue schiere il debutto di Liam Brady e di altri giocatori interessanti e i risultati migliorarono nettamente. La formazione verde non centrò la qualificazione al campionato del mondo 1978 per soli due punti, pur avendo battuto in casa anche una squadra di primo livello come la Francia.

### Anni '80

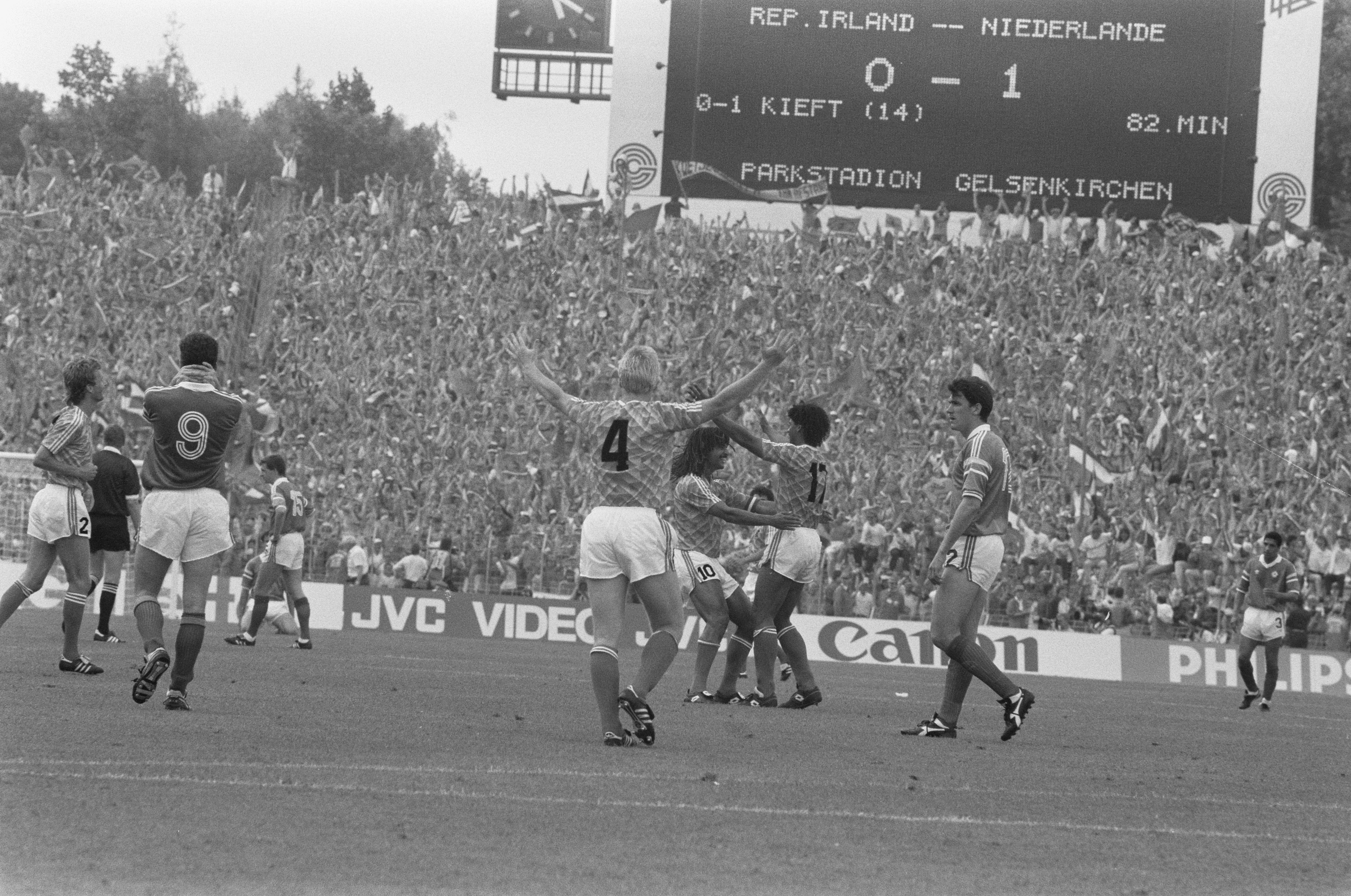
Il fischio di finale di Paesi Bassi-Irlanda, vinta dagli Oranje con un gol di Kieft e che decretò l'eliminazione dei Green dalla competizione

La sfortuna si abbatté di nuovo sulla rappresentativa irlandese all'inizio degli anni '80. L'Irlanda, stavolta allenata da Eoin Hand, nelle qualificazioni al campionato del mondo 1982, non riuscì a qualificarsi esclusivamente per la differenza reti, che li penalizzò a vantaggio della Francia, tra l'altro nuovamente battuta a Dublino. La buona prestazione non ebbe seguito nelle successive qualificazioni al campionato d'Europa 1984 né nelle eliminatorie del campionato del mondo 1986 e Hand fu sostituito.
La svolta attesa da anni si verificò in occasione del campionato d'Europa 1988, a cui l'Irlanda riuscì a qualificarsi; in questo modo poté partecipare per la prima volta alla fase finale di un torneo internazionale. Gli elementi che contribuirono alla svolta sono da ricondurre a un leggero miglioramento del campionato nazionale, alla crescita del movimento calcistico locale (furono sempre più i giocatori irlandesi ingaggiati dai club inglesi) e al lavoro del tecnico inglese Jack Charlton.
L'Irlanda esordì al campionato d'Europa con un'inaspettata vittoria sui rivali inglesi (in rete Ray Houghton di testa), a cui fece seguito un pareggio contro l'Unione Sovietica per 1-1. Nell'ultima i verdi furono, tuttavia, sconfitti per 1-0 dai Paesi Bassi, a segno nei minuti conclusivi; pur essendo eliminati, gli irlandesi furono la sorpresa positiva del torneo.

### Anni '90

L'Irlanda in campo a Italia '90 con in primo piano il portiere Pat Bonner, protagonista della storica vittoria ai rigori contro la Romania agli ottavi di finale

Dando seguito ideale alla partecipazione al campionato d'Europa, due anni più tardi l'Irlanda si qualificò per la prima volta al campionato mondiale di calcio per la rassegna del 1990 in Italia, dopo aver ottenuto il secondo posto nel girone di qualificazione dietro alla Spagna (tra l'altro battuta in casa dai verdi). Al loro esordio in un mondiale gli irlandesi raggiunsero i quarti di finale, conseguendo alla prima partecipazione il loro miglior piazzamento di sempre nella Coppa del mondo. Il risultato fu ottenuto con la singolare curiosità di non aver mai vinto una partita nei tempi regolamentari. La nazionale allenata da Charlton superò, infatti, il girone per mezzo del sorteggio, dopo aver pareggiato le gare contro l'Egitto (0-0) e le due avversarie di sempre, Inghilterra (1-1) e Paesi Bassi (1-1). Negli ottavi la squadra di Charlton dovette affrontare la Romania dell'emergente Gheorghe Hagi; al termine dei tempi supplementari nessuna delle squadre riuscì a segnare alcuna marcatura, così si andò ai tiri di rigore, dove, dopo una serie di quattro tiri calciati in rete da entrambe le squadre, il portiere Pat Bonner neutralizzò l'esecuzione dal dischetto di Daniel Timofte. L'ultimo rigore fu tirato dall'attaccante dell'Arsenal David O'Leary, che dopo una lenta rincorsa, durante la quale il commentatore televisivo George Hamilton pronunciò la famosa frase "una nazione trattiene il respiro" (a nation holds its breath), realizzò la rete decisiva. Nel turno successivo fu l'Italia padrona di casa a eliminare l'Irlanda con una rete di Salvatore Schillaci nella prima frazione di gara. Ciononostante la selezione irlandese tornò a casa tra l'entusiasmo della popolazione, che celebrò i propri giocatori con un vasto bagno di folla a Dublino.

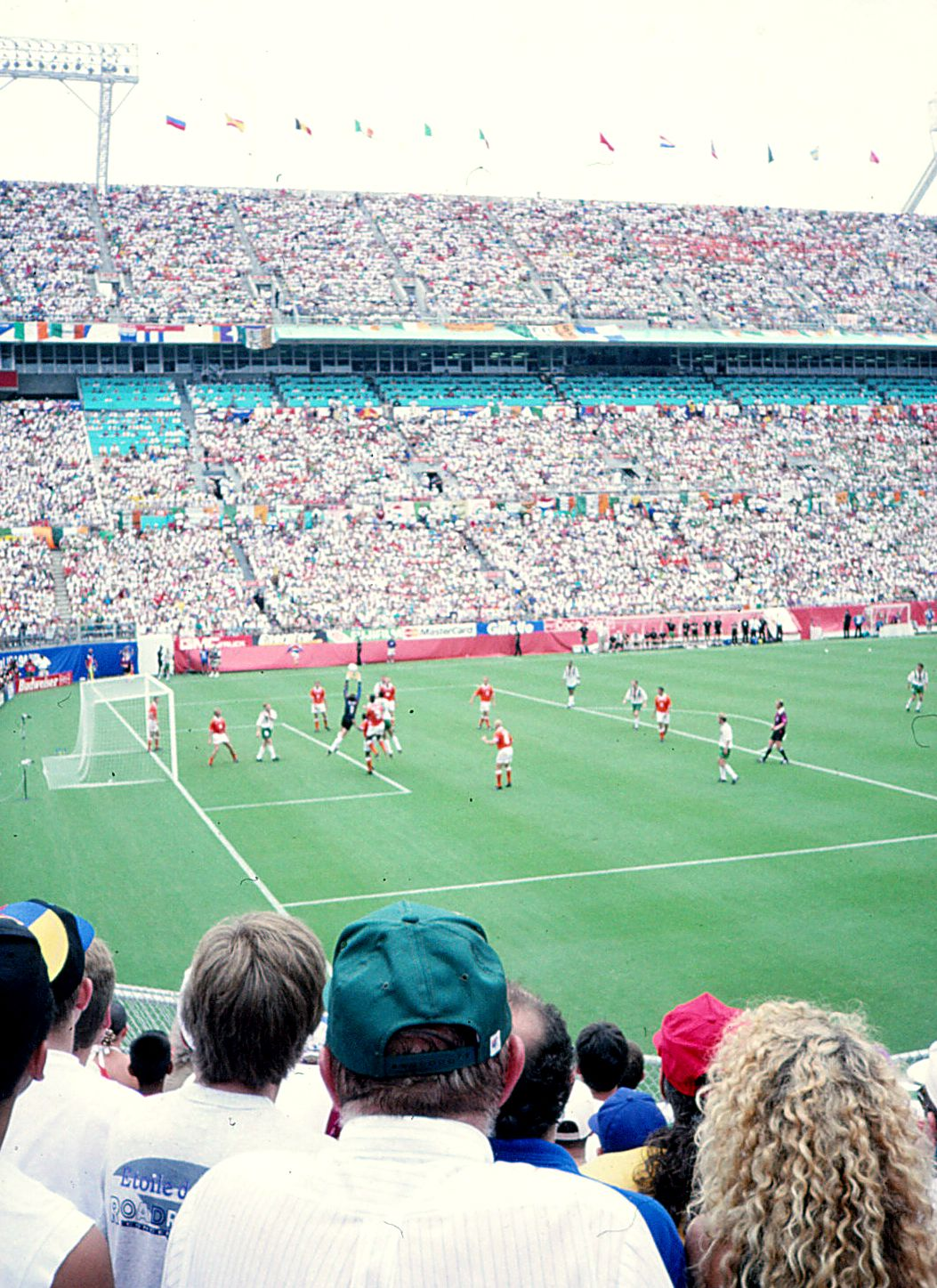
L'Irlanda in campo a USA '94 negli ottavi di finale contro l'Olanda

Mancato l'approdo al campionato d'Europa 1992, i verdi riuscirono a staccare il biglietto per il campionato del mondo 1994 dopo un girone di qualificazione tesissimo e ricco di spunti, dove erano stati inseriti anche i rivali dell'Irlanda del Nord. Gli irlandesi si piazzarono secondi dietro alla Spagna soltanto all'ultima giornata: pareggiando proprio con l'Irlanda del Nord a Belfast per 1-1, mentre la Spagna si imponeva in casa con la Danimarca, si trovarono con quest'ultima a pari punti in classifica, con la stessa differenza reti e parità negli scontri diretti, prevalendo per il numero di gol fatti. Furono proprio le 4 reti segnate tra andata e ritorno contro l'altra squadra irlandese a risultare decisive.
L'Irlanda si presentò così al campionato mondiale per la seconda volta. All'esordio colse un'inaspettata vittoria per 1-0 sull'Italia: all'inizio dell'incontro un pallonetto di Ray Houghton trovò impreparato fuori dai pali il portiere italiano Gianluca Pagliuca, che lasciò entrare la palla in rete. La poca lucidità offensiva degli azzurri favorì il controllo del gioco da parte degli irlandesi, che non corsero rischi. Il buon esordio non fu confermato dal match successivo, caratterizzato dalla sconfitta col Messico. Uomo partita, nel bene e nel male, fu il subentrante John Aldridge, che rischiò prima una rissa col quarto uomo a bordo campo (motivo per cui fu poi squalificato) e poi, entrato in campo, segnò la rete della bandiera che sarebbe risultata poi importantissima al termine del girone. 
L'ultima partita del raggruppamento fu pareggiata contro la Norvegia, un 0-0 che consentì agli irlandesi di superare il turno come secondi classificati per la differenza reti e lo scontro diretto vinto contro l'Italia. Il cammino dell'Irlanda nel mondiale statunitense si fermò agli ottavi di finale, per mano ancora una volta deli Paesi Bassi. Gli oranje chiusero la pratica già nel primo tempo, con una prima marcatura di Dennis Bergkamp e quella successiva di Wim Jonk, che con un tiro da una distanza considerevole piegò le mani al portiere Pat Bonner.
Dopo Stati Uniti 1994 seguì una fase più sfortunata anche se ancora a discreti livelli per la selezione irlandese, che raggiunse gli spareggi qualificazione sia al campionato d'Europa 1996, dove fu eliminata ancora una volta dai Paesi Bassi, sia al campionato del mondo 1998, dove fu estromessa invece dal Belgio, sia infine al campionato d'Europa 2000, dove ebbe la peggio soltanto per la regola dei gol in trasferta contro la Turchia.

### Anni 2000
L'Irlanda tornò sotto i riflettori delle fasi finali dei tornei per nazioni nel 2001 sotto la guida di Mick McCarthy, aggiudicandosi finalmente la qualificazione a una grande competizione. Il risultato fu ottenuto vincendo lo spareggio interzona con l'Iran per la qualificazione al campionato del mondo 2002, pur soffrendo (2-0 a Dublino, 0-1 a Teheran). Staccato uno degli ultimi biglietti a disposizione, la selezione irlandese arrivò in Giappone e Corea del Sud con pochi favori di pronostico, soprattutto dopo i forti contrasti fra l'uomo simbolo e capitano della squadra, Roy Keane, e McCarthy e il suo entourage. In quello noto come Saipan Accident, Keane criticò aspramente le scelte logistiche della FAI e i metodi di preparazione della squadra in vista della competizione, rilasciando una polemica intervista. McCarthy affrontò il giocatore in una riunione con la squadra, che terminò in un violento scontro verbale e l'allontanamento di Keane dalla squadra, e tenne poi una conferenza stampa in cui dichiarò che aveva mandato il giocatore a casa. L'episodio ebbe molto seguito mediatico in Irlanda, dividendo le opinioni della popolazione.
Nonostante il clima teso, l'Irlanda non steccò all'esordio, pareggiando per 1-1 in rimonta contro il Camerun dopo una prova convincente. Uno storico gol di Robbie Keane nei minuti di recupero contro la Germania (1-1) regalò un altro punto prezioso che, grazie alla netta vittoria per 3-0 contro l'Arabia Saudita garantì il passaggio del turno agli irlandesi. Agli ottavi l'Irlanda trovò la ben più favorita Spagna: in una partita ricca di emozioni gli iberici passarono subito in vantaggio e i verdi fallirono un rigore concesso, ma nei minuti finali fu assegnato loro un altro calcio di rigore. Dal dischetto Robbie Keane non sbagliò, portando il match ai supplementari prima e ai tiri di rigore poi. Gli iberici si imposero per 3-2 ai tiri dal dischetto, eliminando l'Irlanda.
Nonostante la buona prestazione al mondiale nippo-coreano, la conduzione della nazionale di McCarthy durò pochi altri mesi. Un brutto esordio in Russia alle qualificazioni al campionato d'Europa 2004 vide l'Irlanda perdere nettamente per 4-2 contro una Russia piuttosto sperimentale e successivamente per 1-2 in casa contro la Svizzera. Il 5 novembre il tecnico rassegnò le dimissioni e la squadra passò brevemente prima a Don Givens e successivamente a Brian Kerr. L'Irlanda arrivò terza nel girone, non qualificandosi.
Fallito l'ingresso al campionato europeo, l'Irlanda guidata da Kerr comandò per molto tempo il proprio girone di qualificazione al campionato del mondo 2006, complice anche una Francia poco brillante, ma crollò alla fine, cadendo in quarta posizione, financo dietro Israele, avendo perso lo scontro diretto a Dublino con la nazionale transalpina e pareggiato quello con la Svizzera, poi qualificatasi agli spareggi.

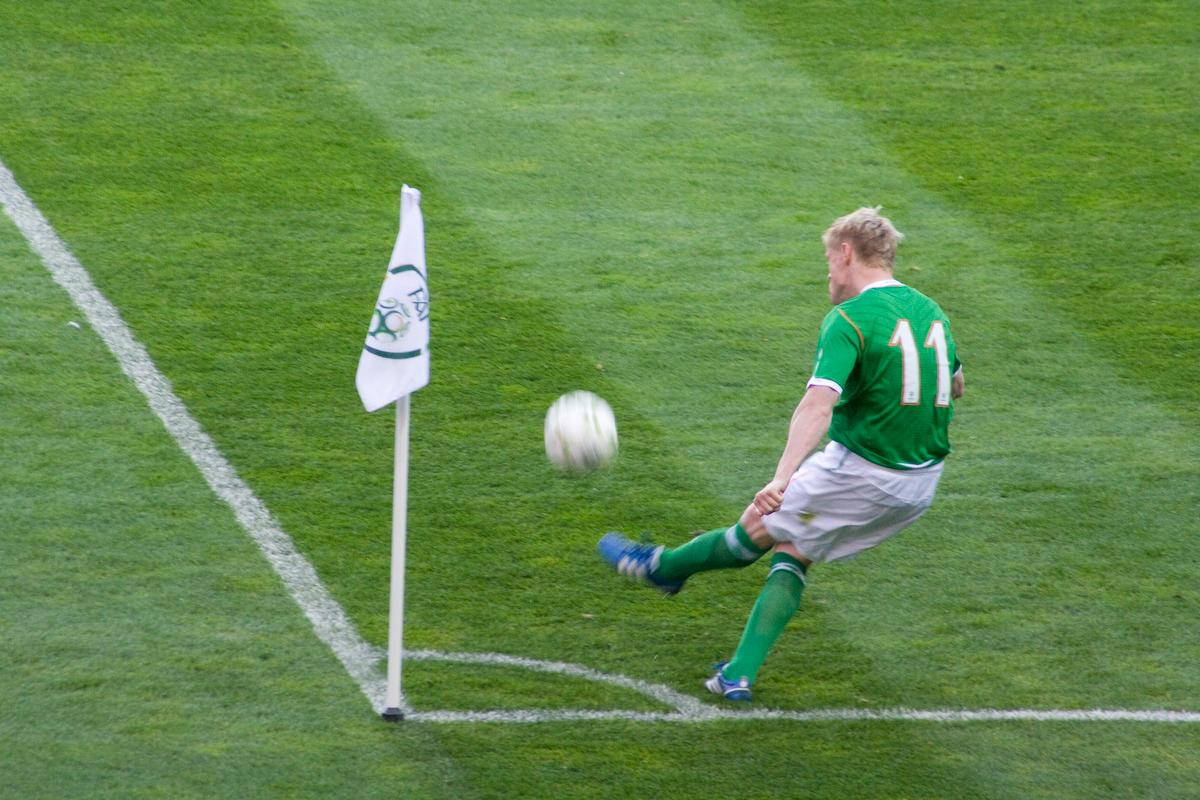
Damien Duff in green batte un corner nel 2008

Nel marzo 2006 la nazionale fu affidata all'ex giocatore, bandiera storica dei green, Steve Staunton, che esordì in amichevole con una vittoria per 3-0 contro la Svezia. Nonostante l'entusiasmo iniziale le quotazioni di Staunton cominciarono subito a vacillare dopo prestazioni da dimenticare, culminate con una terribile sconfitta per 5-2 contro Cipro e un contestatissimo 2-1 contro la modesta rappresentativa di San Marino, acciuffato solo in pieno recupero. Pur senza brillare, la nazionale riuscì a rimanere in gioco fino alla penultima gara delle eliminatorie del campionato d'Europa 2008, ma Repubblica Ceca e Germania risultarono squadre superiori e si qualificarono a scapito degli irlandesi.
Esonerato Staunton, il 13 febbraio 2008 fu annunciato il nome del successore, l'italiano Giovanni Trapattoni, in carica dal maggio seguente. Nelle qualificazioni al campionato del mondo 2010 i verdi si trovarono nel girone con Italia, Bulgaria, Cipro, Georgia e Montenegro. Il 25 settembre 2009 Trapattoni rinnovò il contratto fino al 2012. L'Irlanda si classificò seconda nel girone dietro all'Italia campione del mondo in carica, uscendo imbattuta con 4 vittorie e 6 pareggi. Disputò così gli spareggi per l'accesso a Sudafrica 2010: il 19 ottobre 2009 l'urna di Zurigo decretò che l'Irlanda avrebbe affrontato la Francia, in seguito all'introduzione delle teste di serie, scelta molto criticata da parte irlandese perché tale criterio non era inizialmente previsto. La partita d'andata, giocata al Croke Park di Dublino, terminò con il risultato di 0-1 in favore degli ospiti con un gol di Anelka.

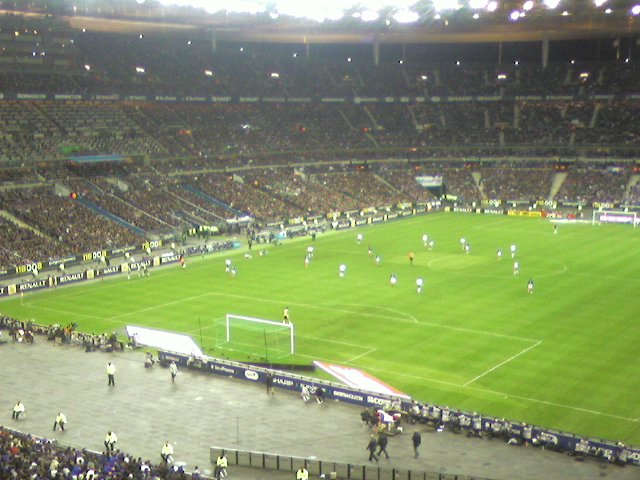
Un momento del ritorno del discusso spareggio di qualificazione al contro la

Al ritorno, protrattosi fino ai tempi supplementari, la partita si chiuse con il punteggio di 1-1, risultato che qualificò i francesi. Dopo il gol di Robbie Keane su assist di Duff al 33º minuto di gioco, ci furono, tuttavia, roventi polemiche da parte irlandese per il gol del francese William Gallas al 103°: la rete, infatti, era irregolare per un doppio fallo di mano del compagno Thierry Henry, che aveva esultato sotto la curva. Successivamente gli irlandesi chiesero la ripetizione della partita, per bocca di Liam Brady e del presidente della FAI John Delaney, ma la FIFA respinse ufficialmente la richiesta di ripetizione dell'incontro il 20 novembre seguente; lo stesso Henry, dopo essersi giustificato con la frase "non sono io l'arbitro", disse che la ripetizione della partita sarebbe stata la soluzione più giusta. Anche la stampa francese si dissociò dal giocatore, criticandolo insieme al CT Raymond Domenech e al resto della squadra per essersi qualificata al mondiale con disonore. A inizio dicembre la federcalcio irlandese chiese alla FIFA di essere ammessa come trentatreesima qualificata a Sudafrica 2010, ma la richiesta fu respinta dal presidente Joseph Blatter.

### Anni 2010

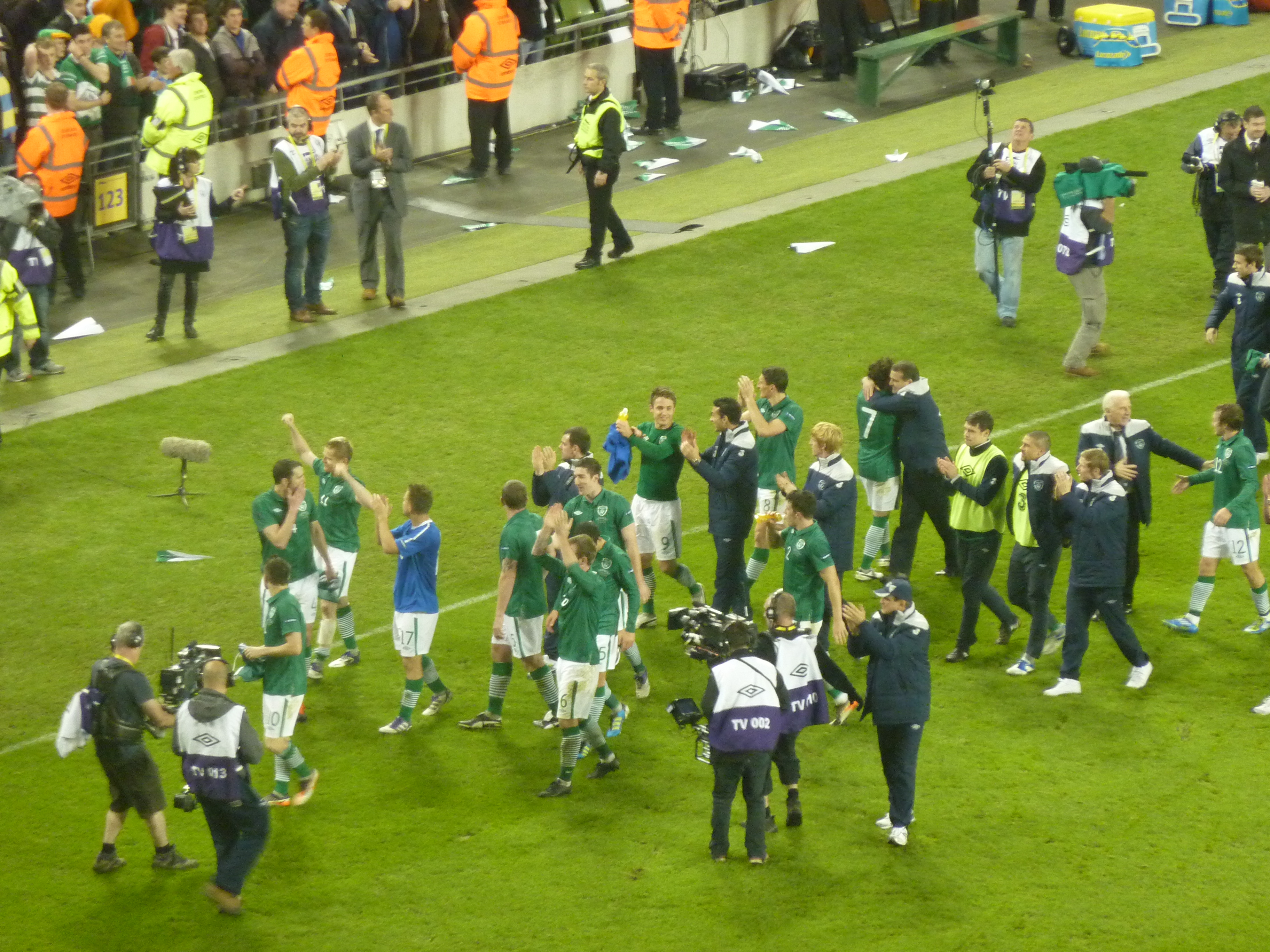
La formazione irlandese festeggia la qualificazione al dopo il vittorioso play-off contro l'

Nel 2012, sempre sotto la guida di Trapattoni, l'Irlanda tornò a giocare il campionato europeo ventiquattro anni dopo l'unica partecipazione: i verdi si qualificarono superando facilmente l'Estonia nei play-off (4-0 a Tallinn e 1-1 a Dublino) e nella fase finale furono eliminati al termine della fase a gironi, perdendo i tre incontri con Croazia (1-3), Spagna (0-4) e Italia (0-2). Nell'ottobre 2013, dopo aver mancato la qualificazione al mondiale brasiliano, Trapattoni rescisse il contratto e fu sostituito da Martin O'Neill.
La nazionale irlandese si qualificò al campionato d'Europa 2016 battendo la Bosnia ed Erzegovina ai play-off e fu inserita nel girone con Italia, Belgio e Svezia. Dopo aver pareggiato all'esordio con gli svedesi, gli irlandesi subirono una pesante sconfitta per 3-0 contro il Belgio. Alla nazionale serviva a quel punto una vittoria all'ultima giornata per superare il turno almeno come terza e così avvenne: grazie al gol di Brady all'85º minuto di gioco l'Irlanda batté l'Italia (già qualificata aritmeticamente prima del match) e con 4 punti superò la fase a gironi come una delle migliori terze classificate. Agli ottavi di finale la squadra irlandese fu battuta dalla Francia per 2-1 ed eliminata. Dopo essere passata in vantaggio con il gol di Brady su rigore, subì infatti la rimonta degli avversari, firmata da una doppietta di Griezmann.
L'Irlanda mancò poi l'accesso alla fase finale del campionato del mondo 2018. Battendo per 1-0 il Galles a Cardiff, chiuse il proprio girone al secondo posto alle spalle della Serbia, ma poi perse malamente il play-off contro la Danimarca (0-0 a Copenaghen e 1-5 in casa, dopo essere passata in vantaggio).
Impegnata poi nella UEFA Nations League 2018-2019, l'Irlanda terminò il girone di Lega B con Galles e Danimarca all'ultimo posto, raccogliendo solo due punti (due pareggi senza reti contro la Danimarca) in quattro partite e retrocedendo in Lega C. Il 21 novembre 2018 O'Neill e il suo assistente Roy Keane lasciarono la panchina della nazionale.
Il 23 novembre 2018 la nazionale fu affidata a Mick McCarthy, che si avvalse degli assistenti Terry Connor e Robbie Keane. A tre partite dalla fine del girone di qualificazione al campionato d'Europa 2020 la squadra comandava la classifica del proprio raggruppamento, ma due pareggi e una sconfitta nelle partite conclusive la fecero scivolare al terzo posto finale, dietro a Svizzera e Danimarca. L'Irlanda ebbe comunque accesso ai play-off di qualificazione al campionato europeo.

### Anni 2020
Il 4 aprile 2020 la federazione nominò Stephen Kenny nuovo CT dell'Irlanda. Sotto la sua guida la squadra fu eliminata dalla Slovacchia nella semifinale della Lega B degli spareggi per il campionato d'Europa (fatale la sconfitta per 4-2 ai tiri di rigore dopo lo 0-0 dei tempi supplementari) e si piazzò terza nel girone di Lega B della UEFA Nations League 2020-2021, avendo ottenuto tre pari e subito tre sconfitte in sei partite.
Nelle qualificazioni al campionato del mondo 2022 la nazionale partì subendo diverse sconfitte, a causa delle quali, nonostante un parziale recupero nelle ultime gare, non riuscì a qualificarsi per la fase finale in Qatar, avendo concluso al terzo posto il proprio girone eliminatorio. Nella UEFA Nations League 2022-2023 gli irlandesi chiusero al terzo posto il proprio girone di Lega B, con due vittorie, un pari e tre sconfitte in sei partite.
Le qualificazioni al campionato d'Europa 2024 si risolsero in un fallimento, avendo gli irlandesi concluso il girone al quarto posto, dietro Francia, Paesi Bassi e Grecia: per la quarta volta consecutiva fu mancata la qualificazione a un europeo o un mondiale. La gestione di Kenny terminò nel novembre 2023, alla scadenza del contratto; il CT lasciò la squadra dopo aver ottenuto solo 6 vittorie in 29 partite.

## Colori e stemmi
La nazionale irlandese scende in campo, come le altre rappresentative sportive irlandesi, in tenuta verde (colore nazionale) con bordini e pantaloncini bianchi. Per questo i giocatori vengono chiamati Boys in green (Ragazzi in verde) o semplicemente i greens. Le prime rappresentative usavano un completo verde con uno scudo bianco contenente uno shamrock (trifoglio irlandese). La casacca verde dell'Irlanda si è ispirata, invece, all'inizio, a un colore "etnico", letterario, il colore del trifoglio di San Patrizio e, prima ancora, delle vesti dei druidi, assegnato all'Irlanda dalla tradizione, che è stato poi assunto, nel 1921, dal neonato Stato irlandese indipendente nel suo tricolore ed è stato pertanto ufficializzato. È indossato però anche dalla nazionale dell'Irlanda del Nord rimasta sotto il dominio britannico, in quanto simbolo di una stessa terra.
Col passar del tempo sulle maglie viene inserito lo stemma della federazione irlandese.
Verso il terzo millennio, seguendo la moda calcistica, la nazionale irlandese ha indossato maglie più stravaganti del classico monotinta verde, a volte molto semplici, altre più elaborate con svariate sfumature di verde e inserti arancione. Da notare che nelle versioni replica vendute al pubblico, sulla parte frontale è impresso lo sponsor della nazionale: è un caso rarissimo, destinato solo al merchandising, in quanto la FIFA non ammette sponsor sulle maglie ufficiali nelle competizioni o amichevoli internazionali. Di facile deduzione il fatto che le maglie indossate dai calciatori, o comunque destinate all'uso ufficiale dalle compagini irlandesi, aumentino sensibilmente di valore e di prezzo nelle aste di appassionati del genere per la loro notevole diversità da quelle vendute nei negozi.
È stata realizzata un'edizione limitata dedicata alla marina militare irlandese di colore blu notte: la nazionale l'ha usata solamente una volta, il 17 novembre 2007 in una partita contro il Galles terminata 2-2.

Il logo della FAI e della nazionale negli anni '80 fino al 2004
Il logo della nazionale dal 2004 al 2023

### Evoluzione della divisa
Casa
| Classica | 1978–83 | 1983–84 | 1984–85 | 1985 | 1988 | 1990 | 1994 |
| 1996     | 1998    | 2002    | 2004    | 2006 | 2012 | 2014 | 2016 |

Trasferta
| 1990 | 1994 |  | 2002 | 2010 |  | 2012 | 2013 | 2014 | 2016 |

## Stadio

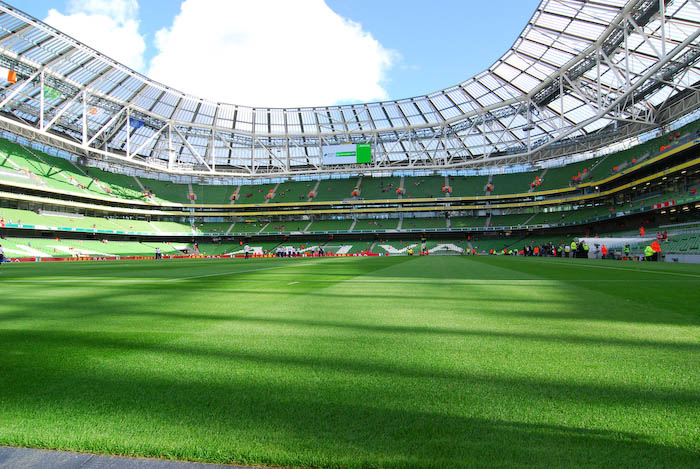
Aviva Stadium

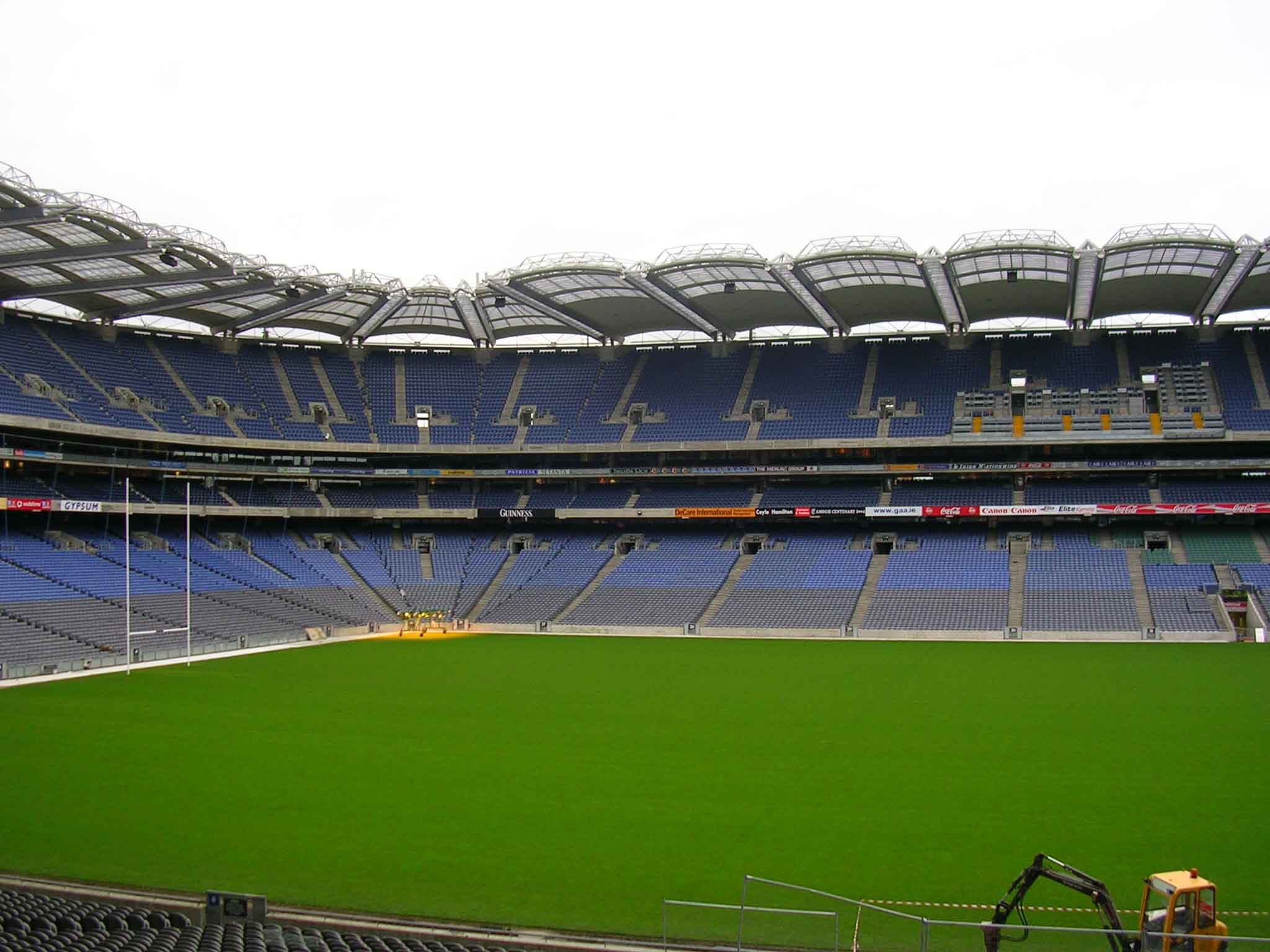
Croke Park

La rappresentativa irlandese gioca i suoi incontri nell'impianto Aviva Stadium di Dublino, così denominato per ragioni di sponsor, inaugurato nel 2010; lo condivide con la Nazionale di rugby. L'Aviva ha sostituito il Lansdowne Road, impianto antichissimo e storico che ha ospitato le nazionali di calcio e rugby irlandesi per oltre 120 anni.
Nei periodi di ristrutturazione del Lansdowne, la nazionale giocava le sue partite a Croke Park, il maggior impianto irlandese destinato esclusivamente alle manifestazioni gaeliche: è un evento di importanza primaria l'apertura da parte della GAA (Gaelic Athletic Association) che gestisce calcio gaelico, hurling e camogie oltre che lo stadio in questione, agli sport ritenuti stranieri e non tradizionali (o ancor peggio inglesi) solo per questo caso eccezionale. In precedenza, la FAI era intenzionata a candidarsi per ospitare gli Europei 2008 solo se la GAA avesse concesso l'uso di Croke Park, poi negato.
Non è la prima volta che la nazionale calcistica trasloca. Prima degli anni 1980, infatti, giocava a Dalymount Park che cominciò a cedere il posto al più importante a capiente Lansdowne per motivi di capienza già dal 1971 in occasione di un match amichevole contro l'Italia, oltretutto notevolmente ridotta in seguito per restrizioni di sicurezza: l'ultima partita fu disputata al Dalymount nel 1990 contro il Marocco.

## Partecipazioni ai tornei internazionali
Legenda: Grassetto: Risultato migliore, Corsivo: Mancate partecipazioni

## Statistiche dettagliate sui tornei internazionali

### Mondiali
| Anno | Luogo                    | Piazzamento      | V | N | P | Gol |
| ---- | ------------------------ | ---------------- | - | - | - | --- |
| 1930 | Uruguay                  | Non partecipante | - | - | - | -   |
| 1934 | Italia                   | Non qualificata  | - | - | - | -   |
| 1938 | Francia                  | Non qualificata  | - | - | - | -   |
| 1950 | Brasile                  | Non qualificata  | - | - | - | -   |
| 1954 | Svizzera                 | Non qualificata  | - | - | - | -   |
| 1958 | Svezia                   | Non qualificata  | - | - | - | -   |
| 1962 | Cile                     | Non qualificata  | - | - | - | -   |
| 1966 | Inghilterra              | Non qualificata  | - | - | - | -   |
| 1970 | Messico                  | Non qualificata  | - | - | - | -   |
| 1974 | Germania Ovest           | Non qualificata  | - | - | - | -   |
| 1978 | Argentina                | Non qualificata  | - | - | - | -   |
| 1982 | Spagna                   | Non qualificata  | - | - | - | -   |
| 1986 | Messico                  | Non qualificata  | - | - | - | -   |
| 1990 | Italia                   | Quarti di finale | 0 | 4 | 1 | 2:3 |
| 1994 | Stati Uniti              | Ottavi di finale | 1 | 1 | 2 | 2:4 |
| 1998 | Francia                  | Non qualificata  | - | - | - | -   |
| 2002 | Corea del Sud / Giappone | Ottavi di finale | 1 | 3 | 0 | 6:3 |
| 2006 | Germania                 | Non qualificata  | - | - | - | -   |
| 2010 | Sudafrica                | Non qualificata  | - | - | - | -   |
| 2014 | Brasile                  | Non qualificata  | - | - | - | -   |
| 2018 | Russia                   | Non qualificata  | - | - | - | -   |
| 2022 | Qatar                    | Non qualificata  | - | - | - | -   |

### Europei
| Anno | Luogo                | Piazzamento      | V | N | P | Gol |
| ---- | -------------------- | ---------------- | - | - | - | --- |
| 1960 | Francia              | Non qualificata  | - | - | - | -   |
| 1964 | Spagna               | Non qualificata  | - | - | - | -   |
| 1968 | Italia               | Non qualificata  | - | - | - | -   |
| 1972 | Belgio               | Non qualificata  | - | - | - | -   |
| 1976 | Jugoslavia           | Non qualificata  | - | - | - | -   |
| 1980 | Italia               | Non qualificata  | - | - | - | -   |
| 1984 | Francia              | Non qualificata  | - | - | - | -   |
| 1988 | Germania Ovest       | Primo turno      | 1 | 1 | 1 | 2:2 |
| 1992 | Svezia               | Non qualificata  | - | - | - | -   |
| 1996 | Inghilterra          | Non qualificata  | - | - | - | -   |
| 2000 | Belgio / Paesi Bassi | Non qualificata  | - | - | - | -   |
| 2004 | Portogallo           | Non qualificata  | - | - | - | -   |
| 2008 | Austria / Svizzera   | Non qualificata  | - | - | - | -   |
| 2012 | Polonia / Ucraina    | Primo turno      | 0 | 0 | 3 | 1:9 |
| 2016 | Francia              | Ottavi di finale | 1 | 1 | 2 | 3:5 |
| 2020 | Europa               | Non qualificata  | - | - | - | -   |
| 2024 | Germania             | Non qualificata  | - | - | - | -   |

### Nations League
| Anno      | Luogo       | Piazzamento   | V | N | P | Gol  |
| --------- | ----------- | ------------- | - | - | - | ---- |
| 2018-2019 | Portogallo  | 11° in Lega B | 0 | 2 | 2 | 1:5  |
| 2020-2021 | Italia      | 12° in Lega B | 0 | 3 | 3 | 1:4  |
| 2022-2023 | Paesi Bassi | 10° in Lega B | 2 | 1 | 3 | 8:7  |
| 2024-2025 | Germania    | 12° in Lega B | 4 | 0 | 4 | 7:14 |

### Olimpiadi
| Anno | Luogo     | Piazzamento             | V | N | P | Gol |
| ---- | --------- | ----------------------- | - | - | - | --- |
| 1924 | Parigi    | Quarti di finale        | 1 | 0 | 1 | 2:2 |
| 1928 | Amsterdam | Non partecipante        | - | - | - | -   |
| 1936 | Berlino   | Non partecipante        | - | - | - | -   |
| 1948 | Londra    | Turno di qualificazione | 0 | 0 | 1 | 1:3 |

### Confederations Cup
| Anno | Luogo                    | Piazzamento     | V | N | P | Gol |
| ---- | ------------------------ | --------------- | - | - | - | --- |
| 1992 | Arabia Saudita           | Non invitata    | - | - | - | -   |
| 1995 | Arabia Saudita           | Non invitata    | - | - | - | -   |
| 1997 | Arabia Saudita           | Non qualificata | - | - | - | -   |
| 1999 | Messico                  | Non qualificata | - | - | - | -   |
| 2001 | Corea del Sud / Giappone | Non qualificata | - | - | - | -   |
| 2003 | Francia                  | Non qualificata | - | - | - | -   |
| 2005 | Germania                 | Non qualificata | - | - | - | -   |
| 2009 | Sudafrica                | Non qualificata | - | - | - | -   |
| 2013 | Brasile                  | Non qualificata | - | - | - | -   |
| 2017 | Russia                   | Non qualificata | - | - | - | -   |

## Tutte le rose

### Mondiali
Coppa del Mondo FIFA 19901 Bonner, 2 Morris, 3 Staunton, 4 McCarthy, 5 Moran, 6 Whelan, 7 McGrath, 8 Houghton, 9 Aldridge, 10 Cascarino, 11 Sheedy, 12 O'Leary, 13 Townsend, 14 Hughton, 15 Slaven, 16 Sheridan, 17 Quinn, 18 Stapleton, 19 Kelly, 20 Byrne, 21 McLoughlin, 22 Peyton, CT: Charlton
Coppa del Mondo FIFA 19941 Bonner, 2 Irwin, 3 Phelan, 4 Moran, 5 McGrath, 6 Keane, 7 Townsend, 8 Houghton, 9 Aldridge, 10 Sheridan, 11 Staunton, 12 G. Kelly, 13 Kernaghan, 14 Babb, 15 Coyne, 16 Cascarino, 17 McGoldrick, 18 Whelan, 19 McLoughlin, 20 D.T. Kelly, 21 McAteer, 22 A. Kelly, CT: Charlton
Coppa del Mondo FIFA 20021 Given, 2 Finnan, 3 Harte, 4 Cunningham, 5 Staunton, 6 Roy Keane, 7 McAteer, 8 Holland, 9 Duff, 10 Robbie Keane, 11 Kilbane, 12 Kinsella, 13 Connolly, 14 Breen, 15 Dunne, 16 Kiely, 17 Quinn, 18 G. Kelly, 19 Morrison, 20 O'Brien, 21 Reid, 22 Carsley, 23 A. Kelly, CT: McCarthy

### Europei
Campionato d'Europa UEFA 19881 Bonner, 2 Morris, 3 Hughton, 4 McCarthy, 5 Moran, 6 Whelan, 7 McGrath, 8 Houghton, 9 Aldridge, 10 Stapleton, 11 Galvin, 12 Cascarino, 13 O'Brien, 14 Kelly, 15 Sheedy, 16 Peyton, 17 Byrne, 18 Sheridan, 19 Anderson, 20 Quinn, CT: Charlton
Campionato d'Europa UEFA 20121 Given, 2 St Ledger, 3 Ward, 4 O'Shea, 5 Dunne, 6 Whelan, 7 McGeady, 8 Andrews, 9 Doyle, 10 Keane, 11 Duff, 12 Kelly, 13 McShane, 14 Walters, 15 Gibson, 16 Westwood, 17 Hunt, 18 O'Dea, 19 Long, 20 Cox, 21 Green, 22 McClean, 23 Forde, CT: Trapattoni
Campionato d'Europa UEFA 20161 Westwood, 2 Coleman, 3 Clark, 4 O'Shea, 5 Keogh, 6 Whelan, 7 McGeady, 8 McCarthy, 9 Long, 10 Keane, 11 McClean, 12 Duffy, 13 Hendrick, 14 Walters, 15 Christie, 16 Given, 17 Ward, 18 Meyler, 19 Brady, 20 Hoolahan, 21 Murphy, 22 Quinn, 23 Randolph, CT: O'Neill

### Giochi olimpici
Calcio ai Giochi Olimpici Estivi 1924P O'Reilly, D Crawford, D Kerr, D McCarthy, D Murphy, C Dykes, C McKay, C Muldoon, C Robinson, C Thomas, A Dowdall, A Duncan, A Farrell, A Ghent, A Hannon, A Kendrick, A Murray, CT: Harris
Calcio ai Giochi Olimpici Estivi 1948P Brennan, P Lawlor, D Glennon, D Richardson, C Barry, C Kavanagh, C O'Grady, A Cleary, A McDonald, A McGonagle, A McLoughlin, A O'Kelly, A Smith, CT: Carey

## Rosa attuale
Lista dei giocatori convocati per le gare amichevoli del 6 e 10 giugno 2025.
Presenze e reti aggiornate al momento delle convocazioni.
|  | P | Caoimhín Kelleher  | 23 novembre 1998  | 22 | 0  | Liverpool           |  |  |
|  | P | Max O'Leary        | 10 ottobre 1996   | 0  | 0  | Bristol City        |  |  |
|  | P | Josh Keeley        | 17 maggio 2003    | 0  | 0  | Leyton Orient       |  |  |
|  |   |                    |                   |    |    |                     |  |  |
|  | D | Séamus Coleman     | 12 ottobre 1988   | 73 | 1  | Everton             |  |  |
|  | D | Robbie Brady       | 14 gennaio 1992   | 70 | 10 | Preston N.E.        |  |  |
|  | D | Matt Doherty       | 16 gennaio 1992   | 50 | 3  | Wolverhampton       |  |  |
|  | D | Dara O'Shea        | 4 marzo 1999      | 33 | 0  | Ipswich Town        |  |  |
|  | D | Nathan Collins     | 30 aprile 2001    | 28 | 2  | Brentford           |  |  |
|  | D | Ryan Manning       | 14 giugno 1996    | 15 | 0  | Southampton         |  |  |
|  | D | Andrew Omobamidele | 23 giugno 2002    | 10 | 0  | Strasburgo          |  |  |
|  | D | Liam Scales        | 8 agosto 1998     | 9  | 1  | Celtic              |  |  |
|  | D | Jake O'Brien       | 15 maggio 2001    | 3  | 0  | Everton             |  |  |
|  | D | Josh Honohan       | 28 marzo 2001     | 0  | 0  | Shamrock Rovers     |  |  |
|  |   |                    |                   |    |    |                     |  |  |
|  | C | Jason Knight       | 13 febbraio 2001  | 35 | 1  | Bristol City        |  |  |
|  | C | Will Smallbone     | 21 febbraio 2000  | 11 | 0  | Southampton         |  |  |
|  | C | Jack Taylor        | 23 gennaio 1998   | 3  | 0  | Ipswich Town        |  |  |
|  | C | John Patrick       | 24 settembre 2003 | 0  | 0  | Stade Reims         |  |  |
|  | C | Killian Phillips   | 30 marzo 2002     | 0  | 0  | St. Mirren          |  |  |
|  |   |                    |                   |    |    |                     |  |  |
|  | A | Adam Idah          | 11 febbraio 2001  | 29 | 4  | Celtic              |  |  |
|  | A | Troy Parrott       | 4 febbraio 2002   | 26 | 5  | AZ Alkmaar          |  |  |
|  | A | Evan Ferguson      | 19 ottobre 2004   | 18 | 4  | West Ham Utd        |  |  |
|  | A | Sammie Szmodics    | 24 settembre 1995 | 10 | 0  | Ipswich Town        |  |  |
|  | A | Festy Ebosele      | 2 agosto 2002     | 7  | 0  | İstanbul Başakşehir |  |  |
|  | A | Kasey McAteer      | 22 novembre 2001  | 4  | 0  | Leicester City      |  |  |

## Record individuali
Statistiche aggiornate al 26 marzo 2025.
In grassetto i calciatori ancora in attività.

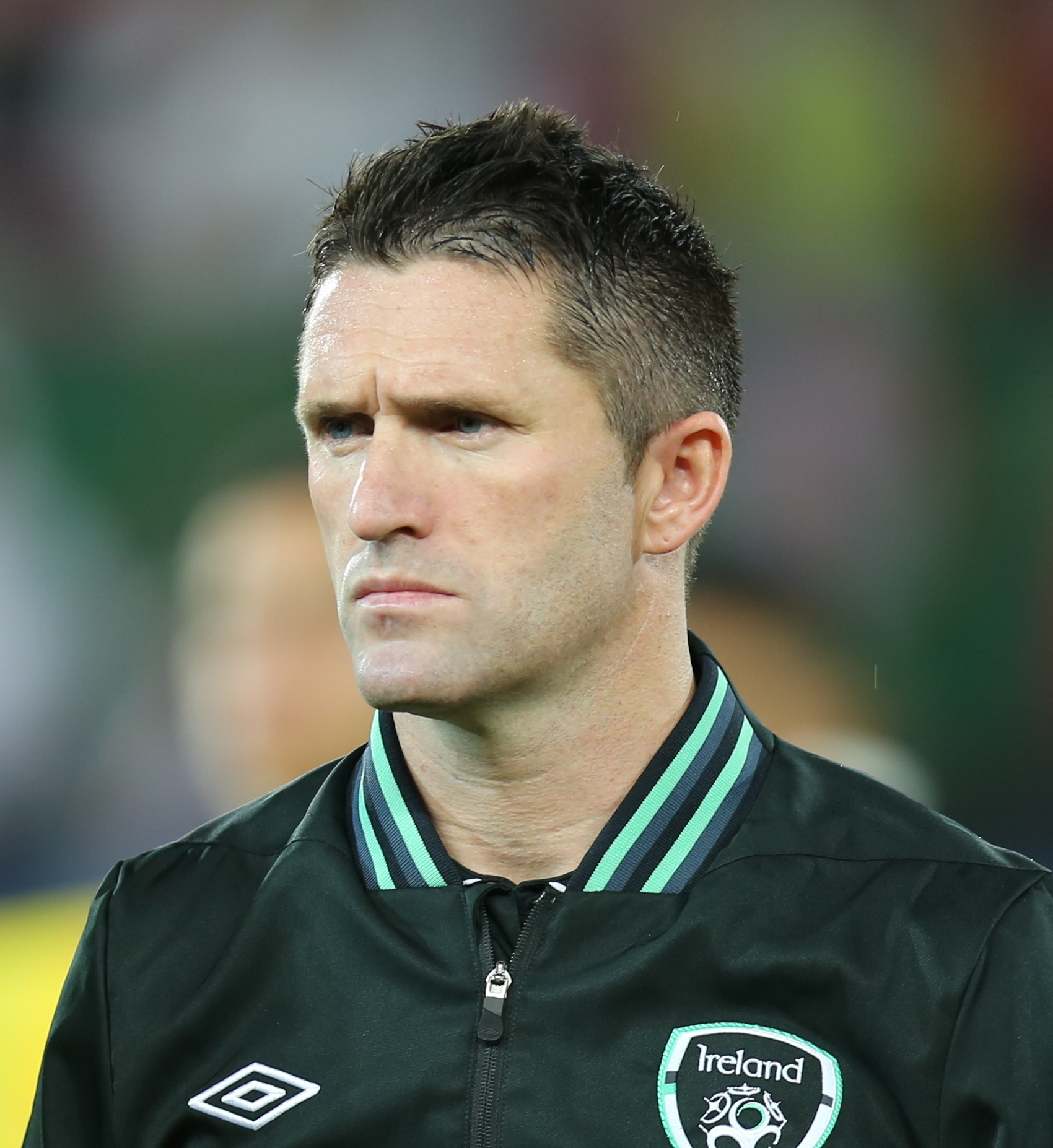
Robbie Keane detiene il record sia di presenze sia di reti in maglia verde

Classifica presenze
| Pos. | Nome           | Presenze | Reti | Periodo   |
| ---- | -------------- | -------- | ---- | --------- |
| 1    | Robbie Keane   | 146      | 68   | 1998-2016 |
| 2    | Shay Given     | 134      | 0    | 1996-2016 |
| 3    | John O'Shea    | 118      | 3    | 2001-2018 |
| 4    | Kevin Kilbane  | 110      | 8    | 1997-2011 |
| 5    | James McClean  | 103      | 11   | 2012-2023 |
| 6    | Steve Staunton | 102      | 8    | 1989-2002 |
| 7    | Damien Duff    | 100      | 8    | 1998-2012 |
| 8    | Aiden McGeady  | 93       | 5    | 2004-2017 |
| 9    | Niall Quinn    | 92       | 22   | 1986-2002 |
| 10   | Tony Cascarino | 89       | 19   | 1986-2000 |

Classifica reti
| Pos. | Nome            | Reti | Presenze | Periodo   |
| ---- | --------------- | ---- | -------- | --------- |
| 1    | Robbie Keane    | 68   | 146      | 1998-2016 |
| 2    | Niall Quinn     | 22   | 92       | 1986-2002 |
| 3    | Frank Stapleton | 20   | 71       | 1976-1990 |
| 4    | Don Givens      | 19   | 56       | 1969-1982 |
| 4    | John Aldridge   | 19   | 69       | 1986-1997 |
| 4    | Tony Cascarino  | 19   | 89       | 1986-2000 |
| 7    | Shane Long      | 17   | 88       | 2007-2021 |
| 8    | Noel Cantwell   | 14   | 36       | 1954-1967 |
| 8    | Kevin Doyle     | 14   | 63       | 2006-2017 |
| 10   | Jimmy Dunne     | 13   | 15       | 1930-1939 |

## Commissari tecnici

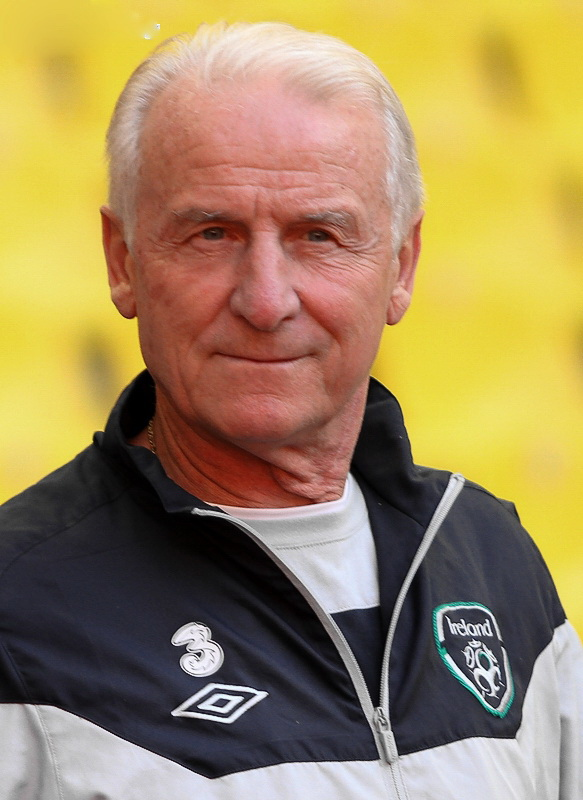
Giovanni Trapattoni, ritiratosi nel 2013, è stato uno dei quattro stranieri insieme a Jack Charlton, Martin O'Neill e Heimir Hallgrímsson ad aver preso la guida della nazionale verde

- Val Harris (periodo sconosciuto)
- Bill Lacey (periodo sconosciuto)
- Doug Livingstone (1951-1953)
- Alex Stevenson (1953-1955)
- Johnny Carey (1955-1967)
- Noel Cantwell (1967)
- Charlie Hurley (1967-1969)
- Mick Meagan (1969-1971)
- Liam Tuohy (1971-1973)
- Seán Thomas (1973)
- Johnny Giles (1973-1980)
- Alan Kelly (1980)
- Eoin Hand (1980-1985)
- Jack Charlton (1985-1996)
- Mick McCarthy (1996-2002)
- Don Givens (2002-2003)
- Brian Kerr (2003-2005)
- Steve Staunton (2006-2007)
- Don Givens (2007-2008)
- Giovanni Trapattoni (2008-2013)
- Martin O'Neill (2013-2018)
- Mick McCarthy (2018-2020)
- Stephen Kenny (2020-2023)
- John O'Shea (2024) - Ad interim
- Heimir Hallgrímsson (2024-in carica)